# Sudeley
Sudeley est une paroisse civile du Gloucestershire, en Angleterre.